# Desulfurococcales
A Desulfurococcales egy Archaea rend a Thermoprotei osztályban. Az archeák – ősbaktériumok – egysejtű, sejtmag nélküli prokarióta szervezetek. Két családja van: Desulfurococcaceae és Pyrodictiaceae.